# ميشيل دوم

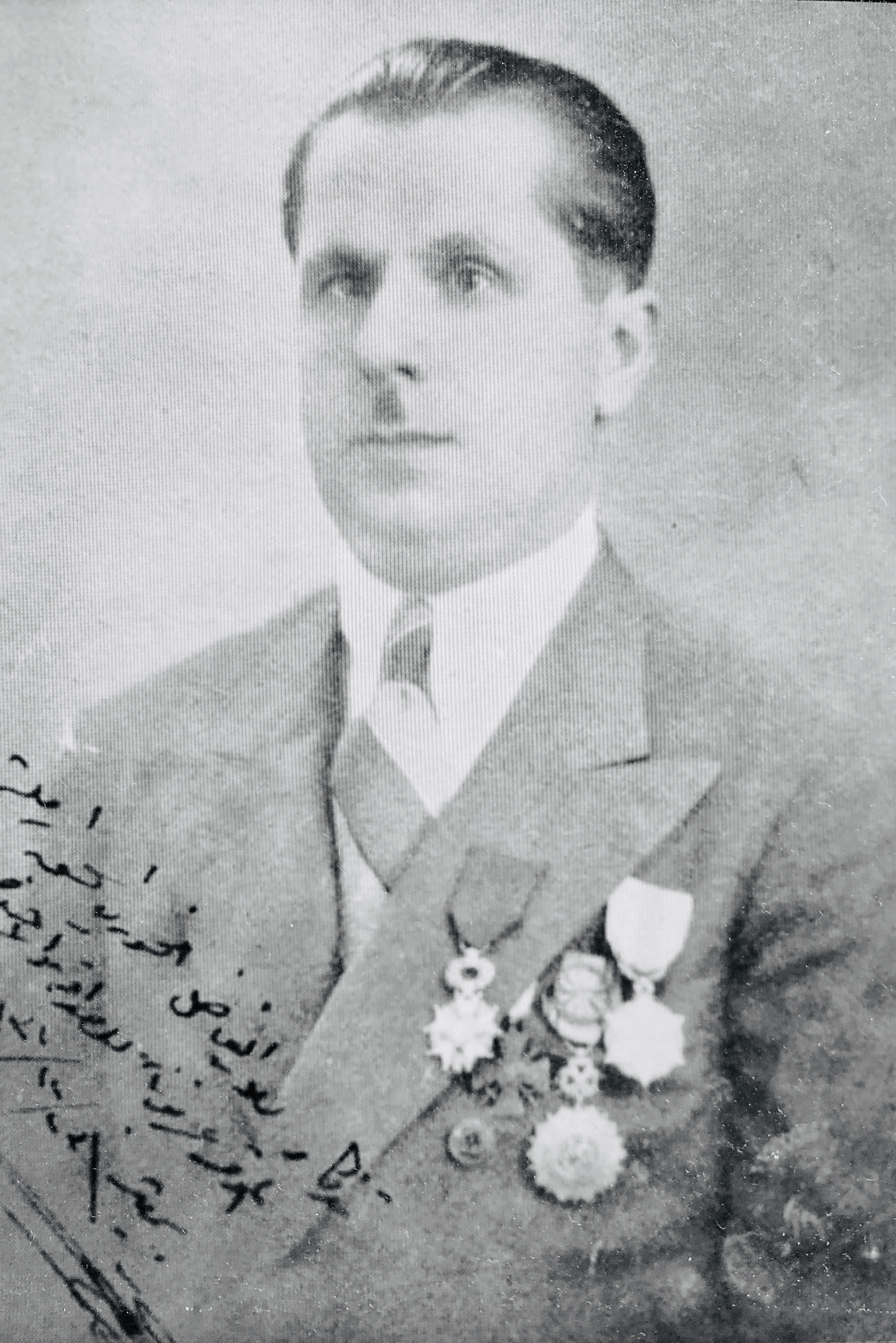
ميشال بك دوم، أول رئيس لبلدية القامشلي (1931-1946)

ميشال بك دوم (ماردين، 1905-1971)، رَجُل سياسي سوري لَعِبَ دوراً أساسياً في تأسيس مقاطعة الجزيرة السورية عموماً، (bec de canard) ومدينة القامشلي تحديداً، في زمن الانتداب الفرنسي على سورية.
عُيِّنَ أول رئيس لبلدية القامشلي. (1931-1946)
حصل على نيشان الاستحقاق السوري وعلى وسام الصليب الحربي الفرنسي وعلى وسام استحقاق الشرف الفرنسي برتبة فارس.

## السيرة الذاتية
وُلِدَ ميشيل دوم في ماردين عام 1905. والده يوسف دوم ووالدته مجيدة شمّاس. ينتمي إلى الطائفة الأرمنية الكاثوليكية. تزوج عام 1938 في بيروت من مارغريت طوراني، وله منها أربع بنات: فيفيان، منى، ناديا، كلود، وأحفادٌ بين لبنان وفرنسا.
أثناء المذابح الأرمنية عام 1915 قُتِل والده وأخواته فهُجّرَ مع والدته وأخته نازلية وأخيه لويس إلى دير الزور حيث كان المقر العام للفرنسيين في الجزيرة.
بعد مذابح الأرمن عام 1915، ومع انتهاء الحرب العالمية عام 1918، عاد ميشال دوم مع عائلته إلى ماردين وإلى مدرسته عند الآباء الدومينيكان.
انتهت الحرب العالمية وخسر العثمانيون الحرب فتركوا سوريا والبلاد العربية ودخلت فرنسا إلى سوريا منتدبةً. انطلق الفرنسيون من دير الزور باتجاه الجزيرة عام  1932، وهي صحراء قاحلة فيها بعض البدو والقبائل الأخرى وراحت تؤسس المدن واحدة تلو الأخرى، ابتداءً من الحسكة وتل أحمدي ثم رأس العين وعامودا والدرباسية ثم القامشلي والمالكية وقبور البيض وعين ديوار، الخ.
كان الشاب ميشيل دوم، ذو الثمانية عشر ربيعاً، موجوداً في كل هذه الحملات كموظف مدني مُتَرجِم يتنقل على الحصان أسوةً بالجيش الفرنسي، وقد أتى إلى القامشلي من دير الزور مع فرقة الخيالة الفرنسية، وذلك في أوّل رحلة استكشافية لبناء المدن عام 1923.
كان ميشيل دوم يجيد عدة لغات منها الفرنسية والعربية والتركية والسريانية والكردية وهي جميعها من اللغات المتداولة في تلك المنطقة، ممّا سهل عليه الانفعال والتعامل مع الجميع.
في 15 آب 1926، كانت أول زيارة لميشال دوم إلى القامشلي مع صديقه الكابتن بيير تيرييه (Capitaine Pierre Terrier) وكان عمره 21 سنة. في ذلك الوقت كان عدد سكان القامشلي 60 شخصاً (مع بعض القبائل من البدو والأكراد)، ومعظمهم من الذين هربوا من مذابح 1915. وفي 7 أيلول 1926 قررت فرنسا بناء القامشلي واعتمادها كمدينة لانطلاق حملات تحرير مناطق الجوار وكمركز للتعامل مع تركيا.
وقد رافق ميشيل دوم الجنود الفرنسيين في جميع حملاتهم ومُنِح وسام الصليب الحربي الفرنسي (Croix de guerre).
ثم عين ميشيل دوم عضوا في لجنة ترسيم الحدود الفاصلة بين سوريا وتركيا. وكانت لجنة الحدود بين تركيا وسورية مؤلفة من:
عن الطرف السوري: الرئيس الجنيرال اينس، الكابتن لوي، الكمندان بونو، الكولونيل بوانه وفيرماير، الكابتن آدم، نسيب الأيوبي، ميشيل دوم.
وعن الطرف التركي: المير الاي جمال بك، الكومندان أيوب بك، لطفي بك، اليورباشي رستم.
تشكلت اللجنة بحسب موافقة جمعيّة الأُمم بجنيف. فاجتمعت في نصيبين وباشرت أعمالها متخذة الطريق الروماني القديم كحدٍّ (جسر الرومان وما زالت آثاره ماثلة إلى اليوم)، مع إكماله من نصيبين حتى جزيرة ابن عمر بخط مستقيم، على أن تبقى نصيبين وجزيرة ابن عمر للأتراك.
كانت النتيجة أن ربح الجانب السوري في مفاوضاته الماراثونية مئة قرية حدودية تم ضمها إلى أراضي الجزيرة العليا، (محافظة الحسكة) ابتداءً من رأس العين وحتى منقار البطة عين ديوار. وهكذا، في 4 حزيران 1930، تم ضم منطقة منقار البطة إلى الجزيرة العليا.
وفي عام 1934 تشكلت محافظة الجزيرة العليا ومركزها الحسكة، وعُيّنَ نسيب الأيوبي محافظاً (كان قبلها قائم مقام في أنطاكية).
عام 1933 تمّ تعيين ميشيل دوم مجدّداً في لجنة ترسيم الحدود بين سوريا والعراق. وكانت لجنة الحدود مؤلفة من:
عن الطرف السوري: رئاسة الكومندان بونو، مسيو كريله، الكابتن سيكان، نسيب الأيوبي، ميشيل دوم.
وعن الجانب العراقي: رئاسة الكولونيل ايزلاند السويسري، الكولونيل ماكنزي، الكابتن علاء الدين، مستر ادموندز، شرف نجيب.
وأثناء تخطيط الحدود بين العراق وسوريا قدم الكولونيل شارل ديغول إلى القامشلي (ولم يكن يومها بعد جنرالاً) وحضر إلى بيت ميشيل دوم. وكان قد حُفِر على الإشارات الحجرية التي تمّ نشرها على طول الحدود كلمة «دوم»، ولا يزال بعضها موجوداً حتى اليوم.
في عام 1931 تم تعيين مواطن الشرف الأول ميشيل بك دوم من قبل سوريا وفرنسا رئيسا لبلدية القامشلي. الذي انطلق في التخطيط مع صديقه مسيو تيرييه والمهندس الفرنسي الجنسية واليوناني الأصل مسيو كرلمبو وأقاموا خرائط الهندسة المُدُنية (Urbanisme) لمدينة القامشلي انطلاقاً من مربعاتٍ عمرانية (Maillage) وطُرقاتٍ تقاطعية. 
في ذلك العهد تمّ زرع أشجار الكينا والصفصاف في كل شوارع المدينة ولا يزال بعضها موجوداً في شارع البلدية وشارع الحمام، وحول نهر الجقجق.
وتم أيضاً في عهد ميشيل دوم بناء أسواق التجارة (قيصرية)، كقيصرية سوق اللحمة وقيصرية فرنسا، وتشييد الأبنية الحديثة كالبرق والهاتف، وكان قد أصبح آنذاك عدد سكان القامشلي 25000 ألف نسمة (1934).
يذكر هنا أن بيت ميشيل دوم كان من البيوت الأولى التي أُشيدت في مدينة القامشلي، وهو ما زال قائماً حتى اليوم في حيّ الوسطى (تقاطع شارع ربيعة مع شارع الجزيرة)، وقد شَهِد هذا المنزل على استضافة كبار الشخصيات السياسية الوافدة إلى القامشلي، ومنهم على سبيل الذكر فؤاد شهاب ورياض الصلح.
وفي ذلك العهد شيدت أيضاً كنيسة العذراء للسريان الأرثوذكس وتم بناء القصر البلدي.
وكان ميشيل بك دوم يُوزّع في نهاية كل موسم أكياس الحنطة والطحين على الفقراء والمحتاجين.
قُلّدَ ميشيل بك دوم وسام الاستحقاق السوري، لأنه كان رجلاً وطنياً بامتياز وقد خدم سوريا خدمات جليلة كتوسيع الحدود ضمن المفاوضات الماراتونية خاصة من جهة الشمال. وكذلك قلّدت فرنسا ميشيل بك دوم عام 1932 وسام إستحقاق الشرف الفرنسي برتبة شفالير (Chevalier de l'Ordre national de la Légion d'honneur).
وقد بقي ميشيل بك دوم في رئاسة بلدية القامشلي حتى العام 1946 (وبقي المنصب بعده شاغراً لفترة من الزمن).
توفي ميشيل بك دوم في بيروت (لبنان) في 22 ديسمبر عام 1971.

## صُوَر من الأرشيف

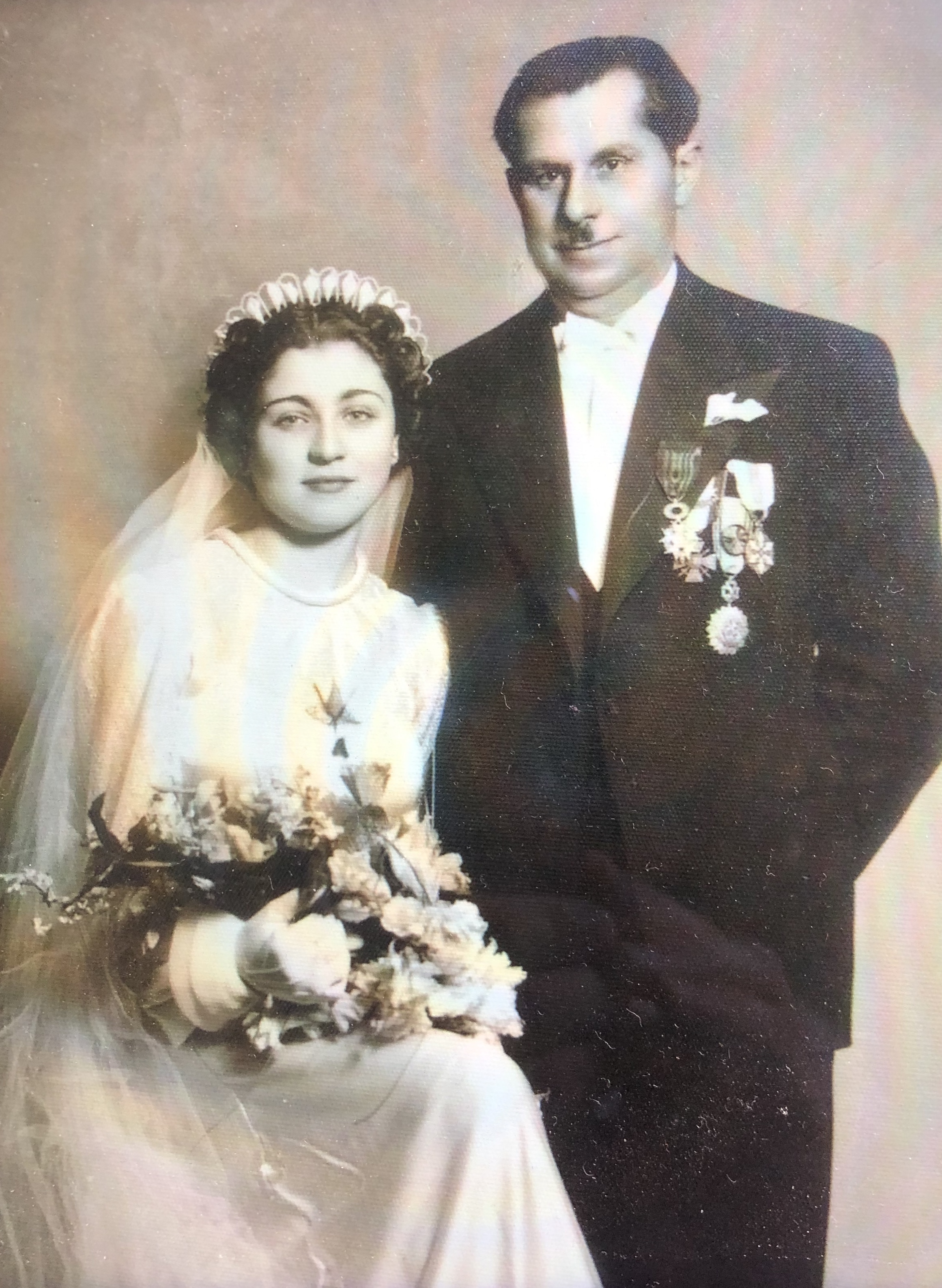
ميشال بك دوم، 1938

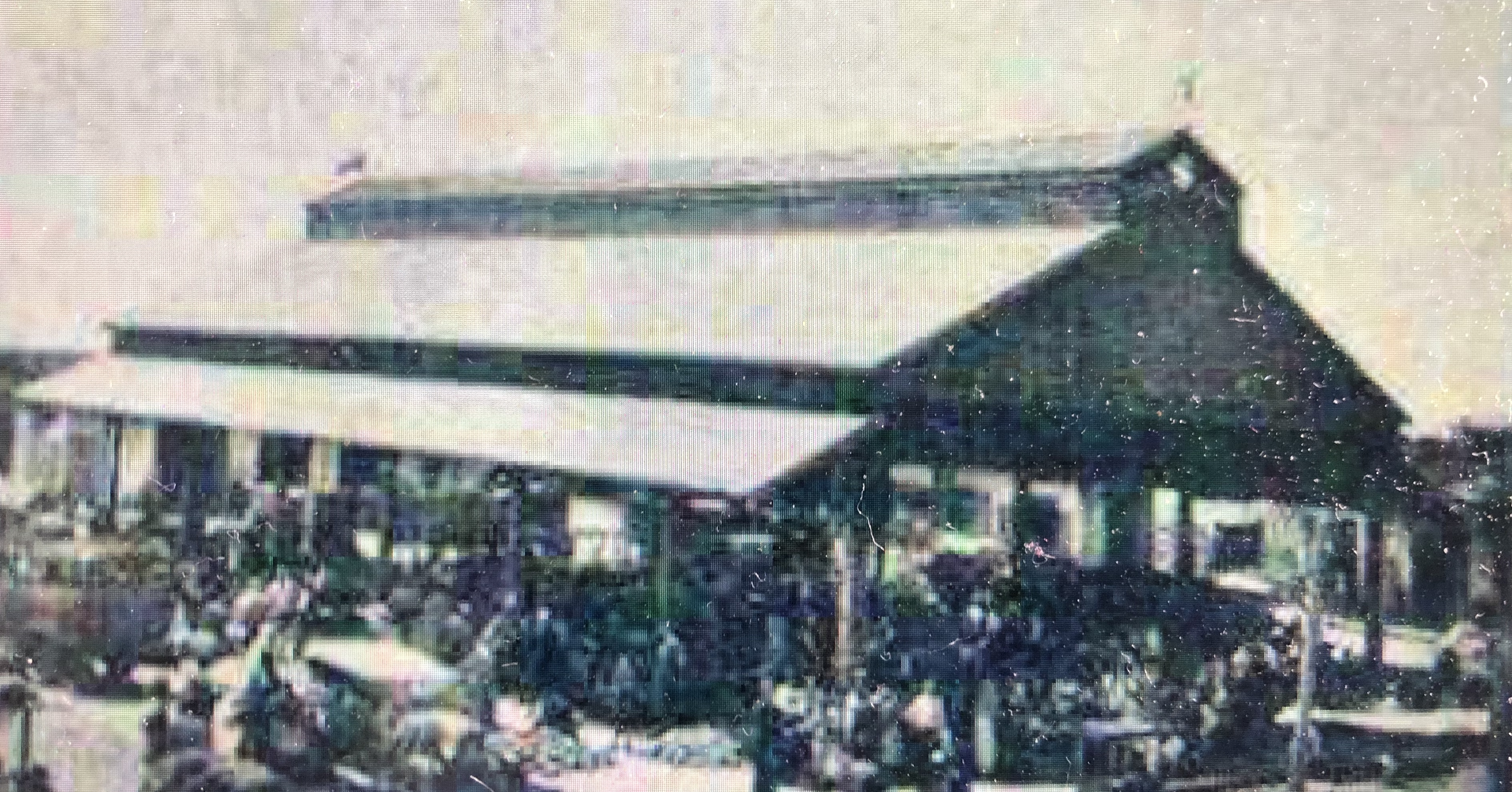
قيصرية فرنسا

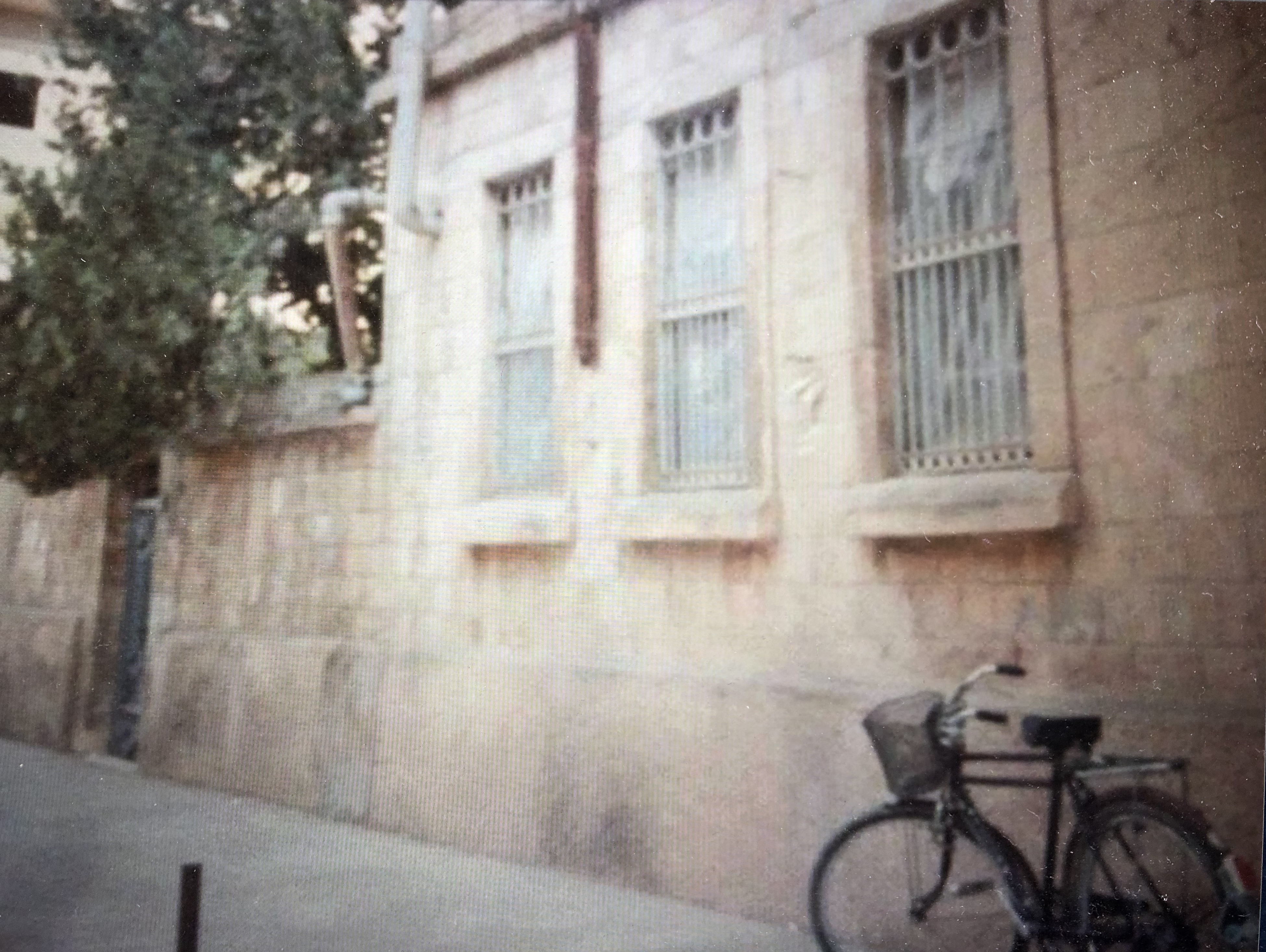
منزل ميشال بك دوم (وما زال قائماً)

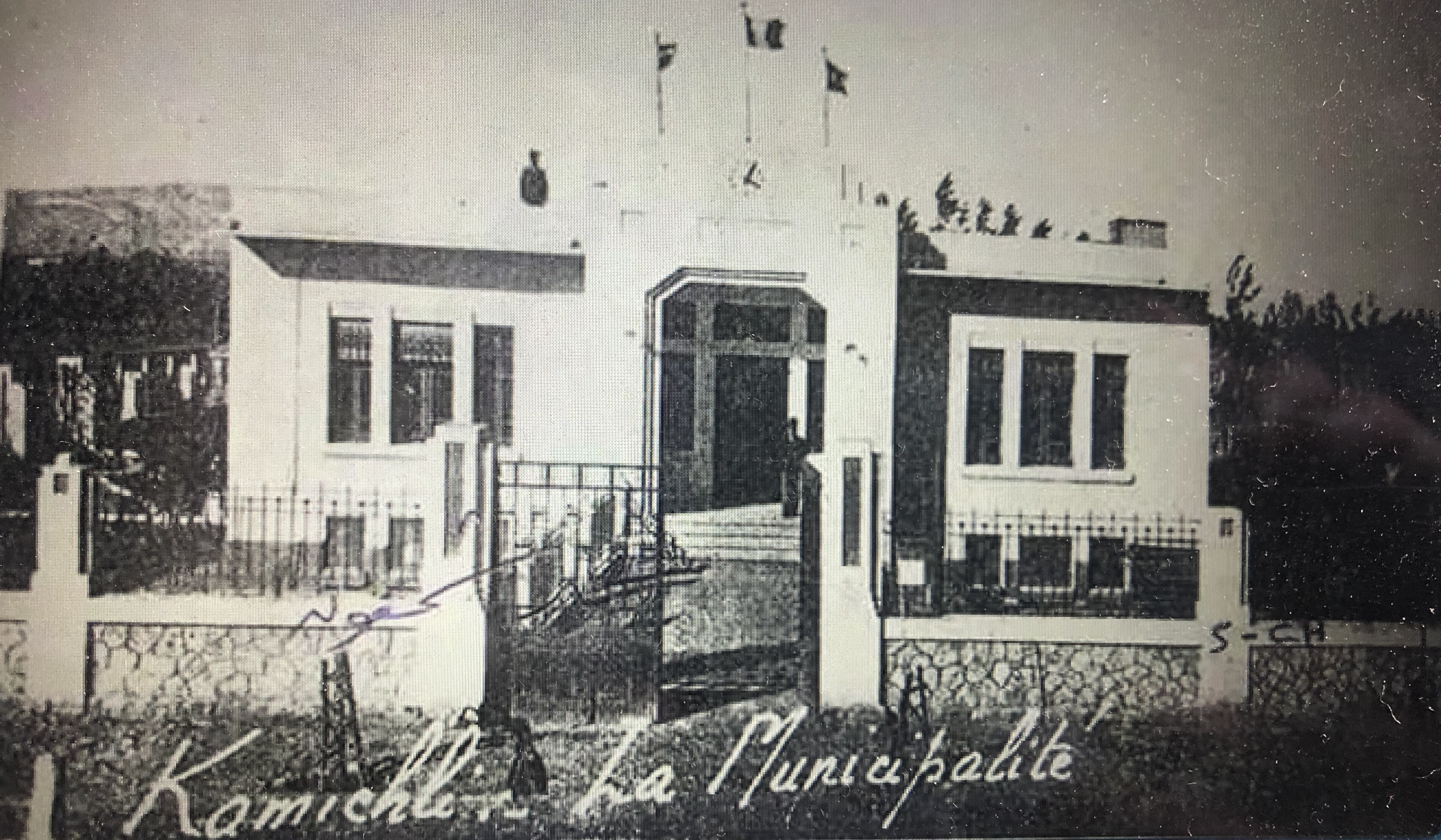
القصر البلدي لمدينة القامشلي (وما زال قائماً)